# Lalo (arrondissement)
Pour les articles homonymes, voir Lalo.
Lalo est un arrondissement du département du Plateau au Bénin.

## Géographie
Lalo est une division administrative sous la juridiction de la commune de Lalo,.

## Démographie
Selon le recensement de la population effectué par l'Institut National de la Statistique Bénin en 2013, Lalo compte 13451 habitants.